# 狄灭温之战
狄灭温之战發生於前650年（周襄王二年、鲁僖公十年），赤狄攻灭温国（苏国，今河南省温县西南）的作战。
温国是西周分封的小诸侯国，开始定都于今济源市西北，后迁都今温县西南。前675年（周惠王二年、鲁庄公十九年），温国国君（苏子）参与王子颓之乱。周惠王复位后，温国叛周，投靠北方赤狄，又与赤狄互不信任。前650年春，赤狄发兵南下攻打温国。周襄王因为温国叛周，东周王室拒不相救。温国亡于赤狄，苏子逃到卫国。